# Campeonato Europeu de Atletismo em Pista Coberta de 2015 - Revezamento 4x400 m feminino
A prova dos 4 x 400 feminino  do Campeonato Europeu de Atletismo em Pista Coberta de 2015 foi disputada no dia 8 de março de 2015 no O2 Arena em Praga, República Checa.

## Recordes
Antes desta competição, os recordes mundiais e do campeonato nesta prova eram os seguintes:
|                       | Nacionalidade | Tempo     | Local      | Data                  |
| --------------------- | ------------- | --------- | ---------- | --------------------- |
| Recorde mundial       | Rússia        | 3m 23s 37 | Glasgow    | 28 de janeiro de 2006 |
| Recorde do campeonato | Reino Unido   | 3m 27s 56 | Gotemburgo | 3 de março de 2013    |
| Recorde europeu       | Rússia        | 3m 23s 37 | Glasgow    | 28 de janeiro de 2006 |

## Medalhistas
| Ouro                                                                        | Prata                                                                            | Bronze                                                                            |
| França · Floria Guei · Elea Mariama Diarra · Agnès Raharolahy · Marie Gayot | Reino Unido · Kelly Massey · Seren Bundy-Davies · Laura Maddox · Kirsten McAslan | Polónia · Joanna Linkiewicz · Małgorzata Hołub · Monika Szczęsna · Justyna Święty |

## Cronograma
Todos os horários são locais (UTC+2).
| Data       | Hora  | Evento |
| ---------- | ----- | ------ |
| 8 de março | 17:35 | Final  |

## Resultado
A final foi realizada às 17:35 no dia 8 de março de 2015.
| Posição           | Nacionalidade | Atleta                                                            | Tempo   | Notas |
| ----------------- | ------------- | ----------------------------------------------------------------- | ------- | ----- |
| Medalha de ouro   | França        | Floria Guei Elea Mariama Diarra Agnès Raharolahy Marie Gayot      | 3:31.61 |       |
| Medalha de prata  | Reino Unido   | Kelly Massey Seren Bundy-Davies Laura Maddox Kirsten McAslan      | 3:31.79 |       |
| Medalha de bronze | Polónia       | Joanna Linkiewicz Małgorzata Hołub Monika Szczęsna Justyna Święty | 3:31.90 |       |
| 4                 | Chéquia       | Denisa Rosolová Helena Jiranová Zdeňka Seidlová Zuzana Hejnová    | 3:32.08 |       |
| 5                 | Ucrânia       | Nataliya Pyhyda Nataliya Lupu Alina Lohvynenko Yuliya Olishevska  | 3:32.39 |       |
| 6                 | Rússia        | Karina Triputen Yekaterina Renzhina Olga Tovarnova Yana Glotova   | 3:32.53 |       |

Legenda
| Recorde mundial       | Recorde mundial (World record)               |                       | Recorde africano                      | Recorde africano (African) |                                           | Q | Classificado por posição (Qualified) |
| Recorde do campeonato | Recorde do campeonato (Championship record)  | Recorde da América    | Recorde da América (Americas)         | q                          | Classificado por melhor tempo (Qualified) |   |                                      |
| Melhor marca do ano   | Melhor marca do ano (World leading)          | Recorde asiático      | Recorde asiático (Asian)              | DNS                        | Não largou (Did not start)                |   |                                      |
| Recorde nacional      | Recorde nacional (National record)           | Recorde europeu       | Recorde europeu (European)            | DNF                        | Não terminou (Did not finish)             |   |                                      |
| Recorde pessoal       | Recorde pessoal do atleta (Personal best)    | Recorde da Oceania    | Recorde da Oceania (Oceania)          | DSQ / DQ                   | Desclassificado (Disqualified)            |   |                                      |
| Recorde da temporada  | Recorde da temporada do atleta (Season best) | Recorde sul-americano | Recorde sul-americano (South America) | NM                         | Sem marca (No mark)                       |   |                                      |